# Casa dels empleats de FHASA
La casa dels empleats de FHASA és un edifici situat a Encamp, Andorra, considerat Bé d'Interès Cultural pel Govern andorrà.
Es tracta d'un edifici de granit situat al costat de la central hidroelèctrica de l'empresa Forces Elèctriques d'Andorra, abans FHASA, concretament a la ribera oposada del riu Valira. Va ser construït entre els anys 1931 i 1934, i el seu ús estava destinat al de servir d'habitatge als operaris de la central i les seves famílies.

## Descripció
La construcció mostra una planta rectangular, i està formada per una planta baixa, planta primera i sotacobert. A l'interior s'hi troba un espai compartimentat, amb diversos apartaments. Actualment la planta baixa serveix de vestuari pels empleats, a més d'haver-hi un espai destinat a magatzem; a la planta primera hi ha les oficines d'una empresa dedicada al sector informàtic; al sotacobert, finalment, s'hi ha deixat un espai buit per no sobrecarregar les estructures de suport, evitant així problemes de resistència. A l'interior, els pisos estan fets de revoltons i tenen rajoles decorades.
La coberta, de fusta i llicorella, està trencada per l'existència de caputxines, disposant de dues vessants, que estan aixamfranades en la part frontal i posterior. La construcció està feta de blocs de granit, amb l'excepció de la façana, que dona a la muntanya, i que va ser construïda amb pissarra. Pel que fa al parament, aquest és irregular, amb l'excepció dels angles, que mostra blocs rectangulars a la porta d'entrada. La façana principal, orientada al sud-est, disposa de dues rengleres de finestres quadrangulars amb el marc de formigó. Finalment, al centre de la part inferior hi ha la porta d'entrada, que té forma d'arc de mig punt, i amb les dovelles fetes de carreus de granit, accedint-s'hi des d'una escala petita amb graons, també, de granit.